# Hyskeir
Ne doit pas être confondu avec Heiskeir.
Hyskeir ou Heyskeir, Òigh-sgeir en écossais, est un îlot faisant partie du groupe des îles Small qui appartiennent à l'archipel des Hébrides intérieures en Écosse. Hyskeir se situe dans la mer des Hébrides et fait partie du Council area des Highland.

## Géographie
Hyskeir est un groupe d'îlots rocheux peu élevés faisant partie du groupe d'îles appelées îles Small (sgeir en écossais vient du vieux norrois sker qui signifie « récif »).
Les rochers sont composés de colonnes basaltiques et se trouvent à dix kilomètres au sud-ouest de Canna et à quatorze kilomètres à l'ouest de Rùm, à l'entrée sud du Minch.
Les îles sont inhabitées et servent de lieux de vie pour des sternes, des eiders et des pinnipèdes.
Le récif de Garbh Sgeir se trouve juste à côté de Hyskeir.

## Phare
En 1904, un phare est construit sur Hyskeir pour marquer la limite méridionale du Minch, le détroit qui sépare les Hébrides extérieures du reste de l'Écosse, et pour avertir les navires de la présences de récifs, de Hyskeir et de l'île de Canna. Le phare est géré par le Northern Lighthouse Board basé à Édimbourg.